# Bolboceratex coryphaeus
Bolboceratex coryphaeus är en skalbaggsart som beskrevs av Fabricius 1775. Bolboceratex coryphaeus ingår i släktet Bolboceratex och familjen Bolboceratidae. Inga underarter finns listade.